# RPS6KA3
La proteína cinasa S6 ribosomal alfa 3 (RPS6KA3) es una enzima codificada en humanos por el gen HGNC RPS6KA3 . Le corresponde la actividad enzimática EC 1.7.11.1.

## Función
La proteína RPS6KA3 pertenece a la familia de las serina/treonina proteína cinasas RSK (cinasa S6 ribosomal). Esta cinasa contiene dos dominios catalíticos no idénticos y fosforila varios sustratos, incluyendo diferentes miembros de la ruta de señalización de las MAP cinasas. La actividad de esta proteína ha sido relacionada con el control de la proliferación celular y de la diferenciación celular.

## Importancia clínica
Se han asociado mutaciones del gen RPS6KA3 con el síndrome de Coffin-Lowry (CLS).

## Interacciones
La proteína RPS6KA3 ha demostrado ser capaz de interaccionar con:
- CREBBP[5]
- MAPK1[6][7]
- PEA15[8]